# Bull Valley
Bull Valley es una villa ubicada en el condado de McHenry en el estado estadounidense de Illinois. En el Censo de 2010 tenía una población de 1077 habitantes y una densidad poblacional de 47,48 personas por km².

## Geografía
Bull Valley se encuentra ubicada en las coordenadas 42°19′24″N 88°21′39″O / 42.32333, -88.36083. Según la Oficina del Censo de los Estados Unidos, Bull Valley tiene una superficie total de 22.68 km², de la cual 22.65 km² corresponden a tierra firme y (0.13%) 0.03 km² es agua.

## Demografía
Según el censo de 2010, había 1077 personas residiendo en Bull Valley. La densidad de población era de 47,48 hab./km². De los 1077 habitantes, Bull Valley estaba compuesto por el 94.24% blancos, el 0.84% eran afroamericanos, el 0.09% eran amerindios, el 2.88% eran asiáticos, el 0% eran isleños del Pacífico, el 0.65% eran de otras razas y el 1.3% pertenecían a dos o más razas. Del total de la población el 3.99% eran hispanos o latinos de cualquier raza.